# Валатта Петрос
Валатта Петрос (дословно — дщерь Петрова); 1592 — 23 ноября 1642) — эфиопская святая, стойкая противница религиозного обращения в католичество, введенного царём Эфиопской империи Сусныйосом (1606—1632) в качестве государственной религии, бесстрашная поборница национальной веры.

## Биография
Родилась в дворянской семье, имевшей наследственное право на земли на юге Эфиопской империи. Говорят, что еще до её рождения родителям сказали, что ей суждено стать важным и влиятельным религиозным деятелем. Её отец и братья были придворными чиновниками. Три её брата были крупными военачальниками при дворе эфиопских царей 1-й трети XVII в. Валлетта Петрос вышла замуж в молодом возрасте за военачальника и советника императора Сусныйоса. Родила троих детей, которые все умерли в младенчестве, что внушило ей отвращение к супружеской жизни и побудило уйти в монастырь.
Муж заставил монахов убедить её вернуться в семью, но принятие царём католичества и убийство царскими воинами эфиопского митрополита окончательно разрушили их брак. Уйдя в монастырь, она публично осуждала «царя-отступника», за что была призвана на царский суд, где лишь влияние многочисленной и знатной родни, а также заступничество бывшего мужа спасло её от казни. Несмотря на смертельную опасность, Валатта Петрос не отказалась от борьбы и победила: всеобщий протест против католичества вынудил царя Сусныйоса в июне 1632 г. вернуть прежнюю «александрийскую веру» и отречься от престола в пользу своего сына Фасиледэса.
Совершила много чудес.
С победой своей веры Валатта Петрос отошла от политической борьбы и всецело отдалась делу, которым занималась и прежде — основанию новых женских обителей по берегам и островам оз. Тана. Совместное скученное проживание во вновь основанных обителях в условиях Эфиопии того времени зачастую приводило к возникновению эпидемий, она пыталась бороться с ними, меняя места расположения обителей, но условия проживания оставались прежними, и эпидемии продолжали возникать. Она сама стала жертвой заразной болезни, и из 7 основанных ею обителей уцелел лишь монастырь Кораца. Там было составлено её житие, сохранившее, по выражению русского историка-антиковеда Б. А. Тураева, величественный образ убеждённой подвижницы и твердой исповедницы национальной веры.
Валатта Петрос — одна из 21 эфиопской святой женщины, у шести из которых есть жития. Житие святой Валатты Петрос было записано в 1672 году, через тридцать лет после смерти святой.
Память отмечают 13 ноября.

## Источник
- Православная энциклопедия. — М.: Церковно-научный центр «Православная Энциклопедия». 2014.
- Тураев Б. А. Исследования в области агиологических источников истории Эфиопии. СПб., 1902. С. 239—281;
- Чернецов С. Б. Нарушительница норм женского поведения в Эфиопии XVII в.- героиня «Жития матери нашей Валата Петрос» // Этнические стереотипы мужского и женского поведения. СПб., 1991. С. 29-38;
- Heyer F. Die Heiligen der Äthiopischen Erde // Oikonomia. Erlangen, 1998. Bd. 37. S. 187—191.
- Gadla ‘emna Walatta Petros, seu Acta sanctae Walatta Petros / Ed. K. Conti Rossini. R., 1912. P. 1-144. (CSCO. Aethiop. Ser. 2; T. 25).